# رائدة أدون
رائدة أدون (بالعبرية: ראידה אדון‏) (10 نوفمبر 1972 -)، ممثلة من عرب إسرائيل من مدينة عكا، أدت أدوار مهمة في أفلام منها «جمر الحكاية»، «اسفلت اصفر»، «الشهر التاسع»، «بوق فيوق في الوادي»، «سميرة»، وفيلم «3000 ليلة» للمخرجة مي المصري. كما وانتجت مسرحية تحمل عنوان «فساتين» التي شاركت في مهرجان عكا عام 2001.
كما ونفذت الفنانة معرضا يحمل عنوان «غربة» في مدينة بيت لحم، عام 2018، يروي المعرض التشريد والضياع والبحث عن مكان امن، كما وانتجت الفنانة فيديوهات باسلوب الفيديو ارت وهي تميز مسيرتها الفنية في السنوات الأخيرة.

## روابط خارجية
- رائدة أدون على موقع IMDb (الإنجليزية)
- رائدة أدون على موقع قاعدة بيانات الفيلم (الإنجليزية)